# Shruti
Shruti (sanskrit : श्रुति IAST : Śruti), signifiant « audition », « oreille », « connaissance révélée » (opposée de Smriti, textes de la tradition).
Dans le védisme, le brahmanisme, puis l'hindouisme, shruti est le nom donné à la révélation reçue par les sages Rishi des temps les plus anciens. Śruti signifie en sanskrit le fait d'entendre, d'où « texte entendu » ou « texte révélé ». 
La shruti, transmise uniquement oralement comprend les types de textes suivants :
- Les Veda-samhitas (le Rig-veda, le Sama-Veda, le Yajur-Veda et le Atharva-aṅgiras)
- Et leurs prolongements :
  - Les Brahmanas
  - Les Aranyakas.
  - Les Upanishad